# Brook Farm
La Granja Brook fue un experimento trascendentalista de utopía que se puso en práctica por el transcendentalista y ex unitario ministro George Ripley y su esposa Sophia Ripley en la granja Ellis en  West Roxbury, Massachusetts.
Originalmente estaba compuesta por quince miembros, entre ellos George, su esposa Sofía, su hermana Marianne, John Sullivan Dwight y Nathaniel Hawthorne. La comunidad estuvo en funcionamiento desde 1841 hasta 1847, y se inspiró en conceptos del socialista Charles Fourier (1845). Aunque comúnmente se cree que el proyecto influyó en los autores trascendentalistas como Thoreau y Emerson, ambos rechazaron la invitación oponiéndose a los ideales socialistas que dichos experimentos trataban de poner en práctica. Emerson rechazó la invitación en 1840, cuando aún no había dado comienzo la granja Brook y la idea se estaba cocinando. Un año después, Thoreau la rechazó también al ser invitado. Con respecto a este tipo de comunidades, que por aquél entonces había alrededor de 5 y estaban en auge, Thoreau escribió en su diario: "Con respecto a esas comunidades, creo que preferiría conservar mi habitación de soltero en el infierno que tener pensión completa en el cielo." .

## Filosofía de la Granja Brook
Aunque las ideas que sirvieron de base a este tipo de experimentos llevados a cabo en aquella época eran socialistas, cuando George Ripley se refirió a su proyecto en noviembre de 1840, 5 meses antes de que diera comienzo, podemos ver que de socialista tenía bien poco. Pues en sus líneas se evidencia la defensa de lo que uno genera con su propio trabajo, es decir, la propiedad privada: "Nuestras metas son asegurar una unión más natural entre el trabajo intelectual y el manual de la que existe ahora mismo; combinar, en la medida de lo posible y en el mismo individuo al pensador y al trabajador; garantizar la mayor libertad de pensamiento, ofreciendo a todos un trabajo adaptado a sus gustos y talentos, y asegurándoles los frutos de su industria; acabar con la necesidad de servicios de baja categoría, abriendo los beneficios de la educación y del trabajo a todos; y preparar así una sociedad de personas liberales, inteligentes y cultivadas, cuyas relaciones mutuas permitan llevar una vida más sencilla y saludable frente a las presiones de nuestras instituciones competitivas."

## Paisaje y arquitectura
La Granja Brook recibió este nombre por el arroyo que corría cerca de la carretera y que desembocaba en el Río Charles. (Gaskill, Myerson en 299-300). La granja estaba rodeada por colinas bajas y sus prados y laderas soleadas estaban ocupadas por huertos, tranquilas y densas arboledas y bosques de pinos.   
Cuando los fundadores originales compraron los 208 acres (0,84 km²) de tierras ya existía una gran casa de granjeros, que más tarde fue llamada "La Colmena". La Colmena se convirtió en el centro de actividades sociales y donde la gente de la comunidad iba a comer tres veces al día. 
Cuando la comunidad creció se hizo necesario construir más edificios para  el alojamiento y sus diversas actividades. El primer edificio construido fue "El Nido", donde se impartían lecciones y se alojaban algunos huéspedes.  La casa del señor y la señora Ripley, se denominó "Casa Eyrie", y fue construida durante el segundo año. El siguiente edificio que fue construido fue la cabaña Margaret Fuller. Su casa, con tres pianos, fue utilizada por el Sr. Dana y otros profesores de música. El último edificio construido fue llamado "Casa de Plymouth" y fue utilizado por los alumnos de embarque (Gaskill, Myerson en 302-303).

## Educación
Los seis primeros meses después de que la Granja Brook fue adquirida fueron usados para mejorarla. La escuela era muy importante para la granja, y la Sra Ripley estuvo a cargo de la misma. El 29 de septiembre de 1841, se instauró el "Instituto de Agricultura y Educación de la Granja Brook" La escuela fue la principal (y, a veces la única) fuente de ingresos de la Granja Brook. Ellos cobraban cuatro dólares por alumno (gastos de habitación, pensión y educación). Cada alumno y miembro de la comunidad tenía que trabajar cuatro horas diarias en la granja. Este trabajo siempre se les deducía de sus facturas. 
Si un alumno obtenía un promedio menor al permitido para permanecer en la escuela se le asignaba una mujer de la comunidad que estaba a cargo de sus hábitos personales y de sus ejercicios. (Ripley 82, en Myerson). Los principales profesores de la escuela fueron el Sr. y la Sra. Ripley y el Sr. Dwight. El Sr. Dana y el Sr. Ripley estuvieron a cargo de la enseñanza de inglés. El Sr. Dana, que podía comunicarse en diez idiomas diferentes, estuvo a cargo de la enseñanza de idiomas. El Sr Dwight enseñó música y era muy apreciado por sus alumnos. (Gaskill 305 en Myerson) Los alumnos estudiaban lenguas europeas y literatura sin ningún costo adicional y podían registrarse en clases de bellas artes. (Ripley 82, en Myerson) 
Dentro de la escuela había un colegio infantil para niños menores de seis años, una escuela primaria para niños menores de diez, y había una escuela preparatoria que preparaba a los jóvenes para la universidad en tan sólo seis años. Si nadie quería tomar clases, estaban disponibles los cursos optativos.

## Para leer más
- "Women in Spiritual and Communitarian Societies in the United States." Chmielewski. 1993.
- "A Season in Utopia." Curtis. 1961.
- "Brook Farm." Swift. 1900.
- “The Brook Farm Book A collection of First-Hand Accounts of the Community” Myerson. 1987
- "Brook Farm: the dark side of utopia." Delano, Sterling F. 2004. ISBN 0-674-01160-0